# Sesso in gabbia
Sesso in gabbia (The Big Doll House) è un film del 1971, diretto da Jack Hill.

## Trama
In un penitenziario femminile, su un'isola del Pacifico, sono recluse un centinaio di donne, tutte viziose e dedite alla droga e agli amori particolari, sorvegliate da aguzzine ancor più abiette di loro, agli ordini di una direttrice omosessuale e sado-masochista. Fra le prigioniere c'è anche una detenuta politica, animata da nobili ideali, la quale riesce, con due compagne e con l'aiuto esterno di due uomini, a evadere conducendo con sé come ostaggi la perversa direttrice e il medico, un uomo che aveva cercato invano di migliorare le condizioni di vita delle detenute. Durante il viaggio verso le coste dell'isola, però, le evase vengono raggiunte da un reparto dell'esercito, col quale impegnano un impari combattimento. La guerrigliera e una delle sue compagne muoiono, la terza riesce a fuggire nella giungla. La direttrice, tuttavia, trova il meritato castigo perendo in un camion in fiamme.